# Budynek Wydziału Matematyki i Informatyki UMK w Toruniu
Budynek Wydziału Matematyki i Informatyki UMK w Toruniu – gmach Uniwersytetu Mikołaja Kopernika (UMK), w którym znajduje się Wydział Matematyki i Informatyki, zlokalizowany przy ulicy Fryderyka Chopina 12/18 na Bydgoskim Przedmieściu w Toruniu. Figuruje w gminnej ewidencji zabytków (nr 866).
W modernistycznym budynku miało mieścić się Muzeum Ziemi Pomorskiej im. marsz. Józefa Piłsudskiego, biblioteki i archiwum. Budynek zaprojektowali Tadeusz Kaszubski i Stefan Putowski. Budowa rozpoczęła się w 1937 roku. Budynek został wykończony na początku II wojny światowej przez niemieckie władze okupacyjne (według innego źródła budynek wybudowano w 1938 roku). W wyniku wybuchu wojny nie udało się wybudować muzeum zgodnie z projektem. Ulokowano w nim szkołę inżynierii lotniczej (Ingenieurschule für Luftfahrttechnik). Zgromadzone przed wojną zbiory muzealne przeniesiono do Pałacu Meissnerów bądź wywieziono pod koniec wojny. W 1945 roku w budynki mieścił się radziecki szpital wojskowy, dwa lata później gmach przekazano UMK na siedzibę biblioteki. W 1973 roku bibliotekę przeniesiono do kampusu UMK, a w budynku zaczął działać Instytut Matematyki (od 1993 roku Wydział Matematyki i Informatyki). We wrześniu 2005 roku rozpoczęto budowę nowego skrzydła. Prace ukończono w grudniu 2006 roku, uroczyste otwarcie miało miejsce 19 lutego 2007 roku. Nowy gmach otrzymał Grand Prix w konkursie „Budowa na Medal Pomorza i Kujaw 2007”.
Przed budynkiem znajduje się fontanna. W skład fontanny wchodzą cztery niecki w kształcie kwadratu o wymiarach 5,00 mb x 5,00 mb x 0,35 mb. Każda z nich ma objętość 8,75 m³. Każda niecka ma zamontowane oświetlenie.